# Jiří Čepelák
Jiří Čepelák, známý také jako Juraj Čepelák (21. dubna 1917 Pavlovice, okres Kutná Hora, Rakousko-Uhersko – 1. října 2000 Nitra) byl zoolog, entomolog a pedagog. V entomologii se zabýval škůdci rostlin a hlavně dipterologií.

## Biografie
Po skončení základní a střední školy absolvoval studium přírodních věd na Karlově univerzitě v Praze, kde mu kromě jiných přednášel i profesor Jaroslav Heyrovský – pozdější nositel Nobelovy ceny za polarografii. Po letech odborné práce v různých vědeckých institucích v bývalém Československu začal v roce 1952 pracovat jako odborný asistent a později jako docent a vedoucí katedry zoologie na Vysoké škole zemědělské v Nitře. Byl proděkanem na bývalé zootechnické i agronomické fakultě. Je autorem více než 180 publikovaných prací, z nichž mnohé jsou přeloženy do světových jazyků. Katedra zoologie agronomické fakulty se pod jeho vedením stala známou a jeho zásluhou rozvíjela čilé kontakty s muzei a výzkumnými ústavy v Německu, Anglii, Francii, Bulharsku, Kanadě a tehdejší Jugoslávii. Všechny práce měly a mají význam nejen pro vědu, ale i pro praktické zemědělství, ovocnářství a ekologii.
Za vědecký přínos a zásluhy udělila Slovenská akademie věd docentu Čepelákovi v roce 1987 stříbrnou medaili a v roce 1988 dostal jako člen autorského kolektivu pracovníků Centra biologicko-ekologických věd SAV i cenu akademie za práci: Integrovaná ochrana cukrové řepy.

## Entomologické aktivity
V entomologii se Jiří Čepelák věnoval převážně dvoukřídlému hmyzu, zejména hlavně podřádu krátkorozí. Během života prováděl i preparátorské práce pro světoznámou firmu Staudinger & Bang-Haas.